# Катя (ураган, 2017)
Ураган Катя (англ. Hurricane Katia) – интенсивный ураган в бухте Кампече со времен урагана Карл (2010 год). Одиннадцатый названный шторм и шестый ураган необычно активного сезона ураганов в Атлантике 2017 года.
Впервые с 2010 года в Атлантическом океане действовало три урагана одновременно: «Хосе», «Катя» и «Ирма».

## Последствия

Ураган Катя выходит на берег Веракрус 9 сентября

Более 4000 жителей были эвакуированы из штатов Веракрус и Пуэбла.

## Примечание
1. ↑  Grinberg, Emanuella (7 сентября 2017). Three hurricanes now in the Atlantic basin. CNN. Архивировано 6 мая 2021. Дата обращения: 18 октября 2020.
2. ↑  Christopher Sherman (9 сентября 2017). México: 65 muertos por sismo, dos por huracán Katia. Associated Press (исп.). Архивировано 10 февраля 2018. Дата обращения: 10 февраля 2018.